# Jan Hyltén-Cavallius
Jan Henrik Edvard Hyltén-Cavallius, född 17 februari 1944 i Vetlanda, Vetlanda kommun, Jönköpings län, är en svensk pensionerad officer i Armén.

## Biografi
Hyltén-Cavallius blev 1968 fänrik i Armén. År 1970 befordrades han till löjtnant, 1972 till kapten, 1979 till major, 1986 till överstelöjtnant och 1993 till överste.
Hyltén-Cavallius inledde sin militära karriär vid Västernorrlands regemente. Åren 1984–1986 var han lärare vid Militärhögskolan. Åren 1986–1993 var han sektionschef vid Mellersta militärområdesstaben. Åren 1994–1997 var han regementschef för Kronobergs regemente samt försvarsområdesbefälhavare för Kronobergs försvarsområde. Åren 1998–2000 var han avdelningschef vid Högkvarteret.
Hyltén-Cavallius gick i pension och lämnade Försvarsmakten 2000.